# ʻEua Motuʻa
ʻEua Motuʻa (tongaisch für: Eigentliches ʻEua) ist einer der zwei Distrikte der Division ʻEua im Königreich Tonga im Pazifik. Im Jahr 2021 wurden 2740 Einwohner gezählt, eine stetige Abnahme seit dem Höchststand im Jahr 2006.

## Geographie
Der Distrikt umfasst rund 90 Prozent der Insel ʻEua, er umschließt den zweiten, kleineren Inseldistrkt ʻEua Foʻou im Norden, Osten und Süden. Zum Zensus 1996 gab es sechs Ortsbezirke; bei den Volkszählungen von 2006 und 2011 wurde Taʻanga gemeinsam mit dem unmittelbar benachbarten Distrikthauptort ʻOhonua erfasst. Seit dem Zensus 2016 erscheint Taʻanga wieder als eigener Ortsbezirk.
| Dorfbezirk           | Fläche km² | Einwohner 1996 | Einwohner 2006 | Einwohner 2011 | Einwohner 2016 | Einwohner 2021 |
| -------------------- | ---------- | -------------- | -------------- | -------------- | -------------- | -------------- |
| ʻOhonua              | ...        | 1311           | 1626           | 1528           | 1248           | 1265           |
| Tufuvai              | ...        | 159            | 207            | 231            | 231            | 226            |
| Pangai               | ...        | 287            | 316            | 333            | 326            | 249            |
| Houma                | ...        | 294            | 289            | 270            | 278            | 310            |
| Kolomaile (Haʻatuʻa) | ...        | 523            | 511            | 490            | 522            | 489            |
| Taʻanga              | ...        | 192            | – 1            | – 1            | 190            | 201            |
| Eua Motuʻa           | ...        | 2766           | 2949           | 2852           | 2795           | 2740           |